# Újházi-tyúkleves
Az Újházi-tyúkleves vagy Újházi-tyúkhúsleves Újházi Ede színész találmánya, a magyar konyha egyik ínyencsége és sokak szerint legkedveltebb fogása.
Nagy Endre író szerint a leleményes és lelkes Újházi „nem sajnálta a fáradságot, költséget, elutazott Debrecenbe, hogy saját találmányú levesének anyagát beszerezze. Vén kakasok kellettek ehhez a leveshez, amelyeknek megkeményedett izmaiba szerelmi viharok íze-sava gyülemlett össze. Három napig egyfolytában kellett főlniök, amíg belemáltak a levesbe és eggyé főttek a zöldséggel, főként a legendás jelentőségű zellerrel. Különösen vigyázott, hogy el ne kallódjanak a kakasok taréjai és egyéb megkülönböztető szervei, amelyeknek átazonosuló képességében babonásan hitt. Megkülönböztető figyelmének jele volt, ha valakit egy-egy ilyen részlettel megkínált”.

## A név és a történet
Ez az étel Újházi Ede színészről lett elnevezve, aki a nagyközönség szemében gasztronómia-történeti alak is és akinek a legendás, kakashúsból főzött levese tulajdonképpen nem is leves volt, hanem inkább afrodiziákum, egyfajta szerelmi bájital.
Pályafutását számos legenda övezi, ezek egyike „tyúklevesének” története, mely elválaszthatatlan a mai Gundel étterem elődjétől, a „Wampetics”-től. Ott született a nevezetes leves. Krúdy sokszor írta meg – ő is jellemzően többféleképpen – legendás eredetét. 
Közülük az egyik ismertebb legenda a Magyar Hírlapban 1932. július 17-én megjelent történet, ami innen ment át a köztudatba. E szerint Újházi Ede látogatásai során elbeszélte, hogy ő az érett tyúkdarabokkal, aprólékokkal, jóféle fehér húsdarabkákkal, tésztával és megfelelő zöldséggel párolt leves kedvelője. Másnap a figyelmes főszakács kedveskedett neki a későbbi tyúkleves első változatával.

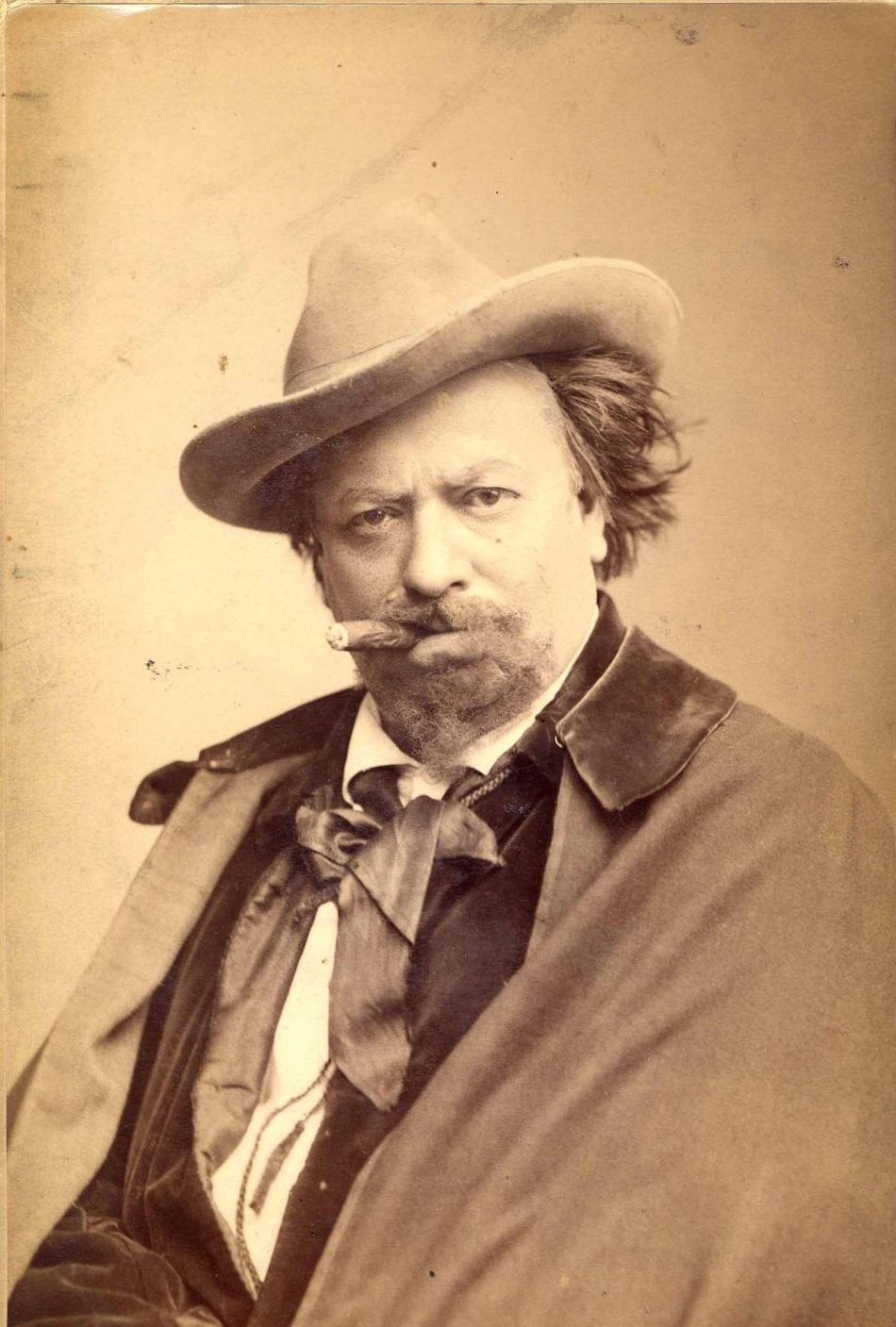
Újházi Ede Crampton mester szerepében (1897)